# Li Yuanchao
Li Yuanchao, född i november 1950, är en ledande kinesisk kommunistisk politiker på nationell nivå som räknas till den femte generationen ledare i kommunistpartiet. 2013-2018 var han Folkrepubliken Kinas vicepresident.
Li kommer från en familj med djupa rötter i kommunistpartiet och hans far Li Gancheng var en tid vice borgmästare i Shanghai.
Li Yuanchao har en examen i matematik från Fudanuniversitetet. Innan han gjorde karriär i partiet arbetade han på ett jordbruk och var även yrkesverksam som lärare en tid. Li gick med i Kinas kommunistiska parti i mars 1978 och var därefter aktiv i det kommunistiska ungdomsförbundet, varför han räknas som en viktig allierad till Hu Jintaos ungdomsförbundsfalang (tuanpai).
Åren 2002 till 2007 var han partisekreterare i Jiangsu. Han blev invald som suppleant i centralkommittén i Kinas kommunistiska parti 2002 och blev ordinarie ledamot 2007. Sedan 2007 är han också ledamot i politbyrån i Kinas kommunistiska parti och åren 2007-12 var han chef för centralkommitténs mäktiga organisationsavdelning, där han gjorde sig känd för att vilja förnya partiet.
Li har en juris doktor examen från den centrala partiskolan och har även varit gästforskare på Kennedy School of Government vid Harvard University i USA.